# 제닉스크리에이티브
제닉스크리에이티브(Xenics Creative Inc.)는 대한민국의 컴퓨터 주변기기 제조 및 유통 전문 기업이다. 본사는 서울특별시 영등포구에 위치해 있으며, 주요 제품으로는 키보드, 마우스, 헤드셋, 게이밍 의자 등이 있다. 2000년 설립된 제닉스를 전신으로 하여 2013년 3월 14일에 법인으로 전환되었다. 대표이사는 김병학이며, 비상장 중소기업이다. 국내 게이밍 기어 시장에서 상위권의 점유율을 보유하고 있으며, AKRACING 및 ARENA-X 시리즈의 게이밍 의자를 포함한 다양한 브랜드와 협업 제품을 출시하였다.

## 개요
제닉스크리에이티브는 2000년에 설립된 ‘제닉스’를 전신으로 하며, 2013년 3월 14일 법인 전환을 통해 ‘주식회사 제닉스크리에이티브’로 출범하였다. 설립 초기에는 컴퓨터 주변기기 유통을 중심으로 사업을 전개하였고, 이후 TITAN 키보드, 마우스, 헤드셋 등 게이밍 기어 제품군을 확장하였다. 2015년에는 레이싱 버킷 스타일의 게이밍 의자를 출시하였고, 2022년까지 누적 56만 대의 게이밍 의자를 판매하였다. 이후 BMW, 레알 마드리드, 토트넘 홋스퍼, 카카오프렌즈 등과 콜라보레이션 제품을 출시하면서 브랜드 인지도를 확대하였다. 2020년 기준 매출 261억 원을 기록하였으며, 본사는 서울특별시 영등포구에 소재한다.